# Furacão Idalia
O furacão Idalia foi um poderoso Furacão de categoria 4 que causou danos significativos em partes do sudeste dos Estados Unidos, especialmente no norte da Flórida, durante a temporada de furacões no Atlântico de 2023. A décima tempestade nomeada, terceiro furacão, e segundo grande furacão da temporada de furacões no Atlântico de 2023, Idalia formou-se a partir de uma área de baixa pressão que cruzou a América Central a partir do leste do Oceano Pacífico. Seguiu-se um desenvolvimento gradual à medida que serpenteava na parte ocidental do Mar do Caribe ; o sistema foi atualizado para uma depressão tropical em 26 de agosto de 2023, e fortaleceu-se para uma tempestade tropical um dia depois, recebendo o nome de Idália. Atravessou o Golfo do México, onde sofreu uma rápida intensificação, tornando-se brevemente um furacão de categoria 4 antes de atingir a região de Big Bend, na Flórida, com força de categoria 3 em 30 de agosto. Idalia continuou sendo um furacão enquanto atravessava o norte da Flórida e cruzava o sudeste da Geórgia ; em seguida, atingiu as Carolinas como uma tempestade tropical. Em 31 de agosto, Idalia emergiu no Atlântico, onde fez a transição para um ciclone pós-tropical no mesmo dia. Mais tarde, passou ao sul das Bermudas, fez uma volta no sentido anti-horário e depois serpenteou ao largo da costa da Nova Escócia enquanto descia.
Idalia causou danos significativos a milhares de casas, empresas e outras infra-estruturas ao longo do seu caminho para o interior, principalmente na Flórida, onde os ventos e as inundações resultantes foram mais intensos. A maré de tempestade foi um recorde desde a região de Big Bend ao sul até Baía de Tampa. O sistema também gerou um surto de tornado com cerca de 12 ciclones confirmados. Idalia foi o furacão mais poderoso a atingir a região de Big Bend, na Flórida, desde o furacão Cedar Keys de 1896. Quatro pessoas morreram em incidentes relacionados à tempestade nos dois estados. As primeiras estimativas situavam as perdas seguradas em US$ 2,2–5 bilhão. Os remanescentes do furacão produziram perigosas correntes de retorno em todo o leste dos Estados Unidos durante o fim de semana do Dia do Trabalho, resultando em várias mortes adicionais e numerosos resgates.

## História meteorológica

Idália atinge pico da categoria 4 intensidade e atingindo a costa em agosto 30

Em 24 de agosto de 2023, um cavado de baixa pressão formou-se na bacia do Pacífico Oriental, ao largo da costa da América Central. A perturbação atravessou a bacia do Atlântico no dia seguinte e começou a organizar-se à medida que se movia para norte através do oeste do Mar do Caribe. O ritmo de organização acelerou em 26 de agosto, enquanto a perturbação estava localizada perto do nordeste da Península de Iucatã, e às 21h UTC foi atualizado para depressão tropical Dez. Mais tarde naquele dia, e no dia seguinte, a depressão derivou devido às fracas correntes de direção circundantes, com seu centro movendo-se em um pequeno loop no sentido anti-horário. A depressão tornou-se a tempestade tropical Idalia às 15h15 UTC em 27 de agosto, depois que um voo dos Caçadores de furacões da NOAA relatarem que os ventos da tempestade haviam aumentado para 35 kn (40 mph; 65 km/h). Na manhã seguinte, Idalia começou a se mover para o norte em direção ao Canal do Iucatão, a oeste de Cuba, intensificando-se ao longo do caminho.
Às 09:00 UTC em 29 de agosto, depois de passar perto do extremo oeste de Cuba, a tempestade desenvolveu-se o suficiente para ser classificada como furacão de categoria 1. Mais tarde naquele dia, Idalia intensificou-se para intensidade de categoria 2, beneficiando de condições excepcionais, com temperaturas da superfície do mar de 31 C, geralmente baixo cisalhamento do vento e altos níveis de umidade relativa. Em seguida, começou a se intensificar rapidamente, atingindo a força de categoria 4 na manhã de 30 de agosto, poucas horas antes do desembarque, com ventos máximos sustentados de 115 kn (213 km/h) e uma pressão central mínima de 940 mbar (28 inHg). Isto marcou um aumento do vento de 89 km/h (55 mph) durante as 24 horas e num período de uma hora que termina às 09:00 UTC em 30 de agosto, tornando-se uma das taxas mais rápidas de intensificação de ciclones tropicais já observadas na bacia do Atlântico 24 horas antes da chegada ao continente. A intensificação de Idalia foi então interrompida por um ciclo de substituição da parede do olho, que fez com que enfraquecesse ligeiramente antes de atingir a costa. Idália chegou à costa às 11h45 UTC, cerca de 32 km (20 mi) ao sul de Perry, Flórida, como um furacão de categoria 3, com ventos sustentados de 110 kn (130 mph; 200 km/h).
O sistema enfraqueceu rapidamente no interior à medida que avançava pelo norte da Flórida, tornando-se uma tempestade tropical mais tarde naquele dia, após cruzar para a Geórgia. O forte cisalhamento do vento sudoeste empurrou a conveção da tempestade bem para o norte e leste de seu centro, à medida que ela se afastava da costa nordeste da Carolina do Sul e emergia no Oceano Atlântico na manhã de 31 de agosto. Naquela tarde, Idalia fez a transição para um ciclone pós-tropical de cerca de 105 km (65 mi) a sudeste do Cabo Hatteras, Carolina do Norte. À medida que a tempestade se movia para leste-sudeste no dia seguinte, o cisalhamento do vento fraco ao longo do seu caminho permitiu ao sistema manter a sua estrutura e intensidade apesar da falta de convecção. A tempestade atingiu as Bermudas com ventos com força de tempestade tropical em 2 de setembro, pois passava logo ao sul. A baixa remanescente de Idalia absorveu então a tempestade tropical Gert e permaneceu na costa atlântica do Canadá por vários dias.

## Preparativos

### Cuba
Mais de 10 mil pessoas foram evacuadas das províncias de Pinar del Río e Artemisa. Pacientes em Bahía Honda foram evacuados para uma clínica local após temerem inundações.

### Estados Unidos

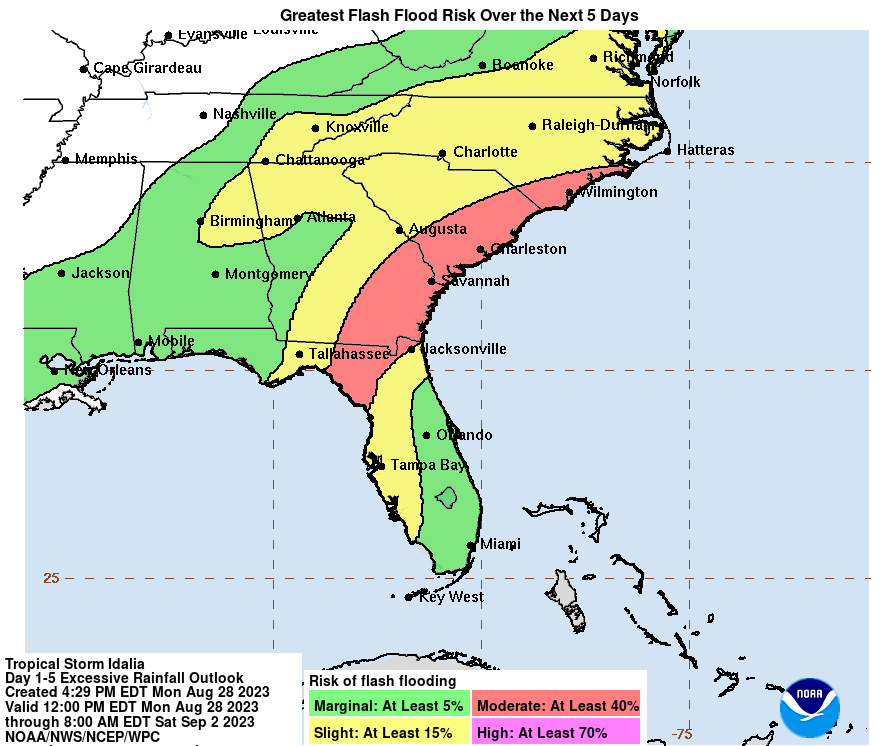
Perspectiva de chuvas excessivas do Weather Prediction Center para a tempestade tropical Idalia

Em agosto Em 28 de novembro, alertas de furacão e de tempestade foram emitidos para partes da costa oeste da Flórida. Em 29 de agosto, o Centro de Previsão de Tempestades emitiu uma previsão convectiva do Dia 1 destacando um nível 2/risco leve de clima severo para partes da Flórida associadas a Idalia, com o SPC também emitindo um risco de tornado de 5 por cento. Uma perspectiva convectiva do Dia 2 também foi emitida com relação a um risco de nível 2/leve e um risco de tornado de 5% para partes da Flórida, Geórgia, Carolina do Sul e Carolina do Norte. Um risco moderado de precipitação excessiva também foi emitido pelo Centro de Previsão Meteorológica, para a maioria das mesmas áreas incluídas na previsão convectiva do Dia 2. Um alerta de tornado foi emitido para partes do oeste da Flórida em 29 de agosto, quando faixas de tempestades vindas de Idália se deslocaram para o interior.
A Amtrak encerrou suas duas rotas do Silver Service no sentido sul em Jacksonville, Flórida, em 28 de agosto e cancelou ambas as rotas e seu serviço Auto Train de 29 a 30 de agosto. A rota Palmetto também foi truncada para Washington DC. Pelo menos 900 voos foram cancelados na Flórida e na Geórgia.

#### Flórida
Em 26 de agosto, 33 Os condados da Flórida foram colocados sob estado de emergência (SOE) pelo governador Ron DeSantis. Dois dias depois, o governador declarou 13 mais condados, incluindo alguns no Nordeste da Flórida, sob uma SOE. Distritos escolares em vários condados do estado deveriam fechar, e 18 faculdades, juntamente com 6 universidades, incluindo University of South Florida, University of Central Florida, North Florida College, Florida State University e University of Florida deveriam ser fechadas a partir de 29 de agosto. Abrigos de emergência foram abertos em todo o estado, e os portos ao longo da costa oeste da Flórida, incluindo Port Tampa Bay, SeaPort Manatee e Porto de São Petersburgo, começaram a limpar cursos de água e proteger itens. O Distrito de Gestão de Água do Sul da Flórida e o Distrito de Drenagem de Lake Worth começaram a drenar a água dos sistemas de canais. A ponte Howard Frankland começou a proteger as barcaças. Aeroporto Internacional de Tampa, Aeroporto Internacional Sarasota–Bradenton, Aeroporto Internacional Tallahassee e Aeroporto Internacional St. Pete–Clearwater fecharam para todos os voos comerciais em de agosto A American Airlines suspendeu as operações nos aeroportos de Tampa, Sarasota, Tallahassee e Gainesville. Uma ordem executiva declarando estado de emergência local foi emitida para a cidade de Tampa. As evacuações obrigatórias começaram no condado de Pinellas em O Parque Nacional Dry Tortugas foi fechado em antecipação à tempestade tropical que se aproximava. A missão "Silent Barker" do National Reconnaissance Office (NRO) dos EUA da United Launch Alliance (ULA) da Estação da Força Espacial de Cabo Canaveral foi adiada da data de lançamento prevista para 29 de agosto, com o foguete Atlas V levado de volta à instalação de integração vertical ( VIF). A Administração Federal de Aviação redirecionou aviões e fechou rotas do Golfo, e as equipes de Busca e Resgate Urbano, compostas por quase 600 pessoas de busca e resgate, foram ativadas na Flórida. Pelo menos 200 dispositivos de Internet Starlink foram implantados em preparação para interrupções de serviço.

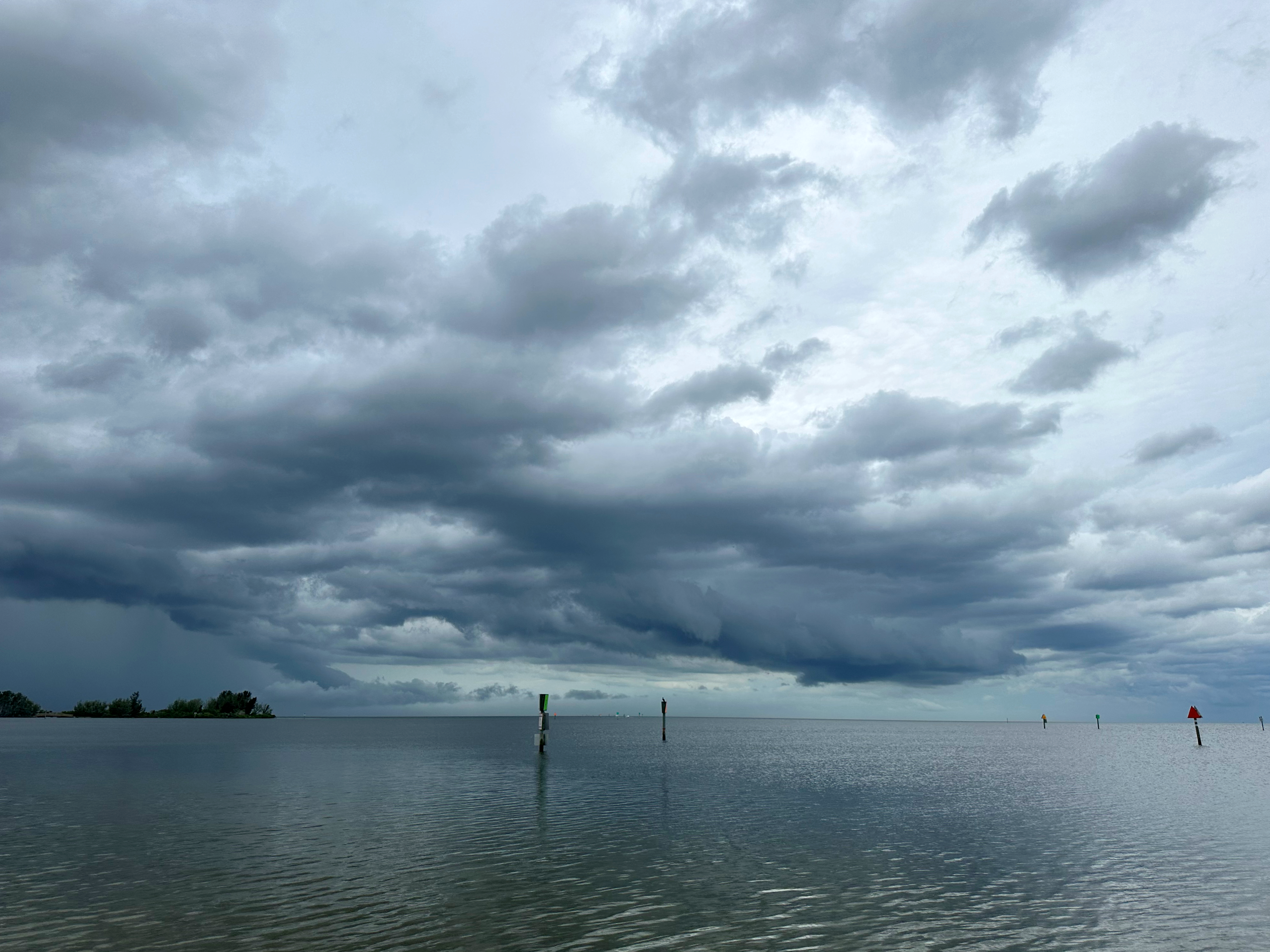
A primeira faixa de chuva do furacão Idalia se aproximando de Hudson Beach, Flórida, em agosto 29

Pelo menos 1.100 membros da Guarda Nacional da Flórida foram mobilizados e 2.400 veículos de alto nível, juntamente com 12 aeronaves, também foram enviados para esforços de recuperação e resgate. O Departamento de Aplicação da Lei da Flórida estava pronto para enviar 25 policiais, duas unidades móveis de preparação, um veículo de comando móvel e um centro de comando operacional, e para apoiar o Centro Estadual de Operações de Emergência, que foi ativado no oeste da Flórida. O presidente Joe Biden aprovou uma declaração de emergência para a Flórida e autorizou a Agência Federal de Gerenciamento de Emergências a coordenar os esforços de socorro em desastres.

#### Em outro lugar
O governador da Geórgia, Brian Kemp, declarou estado de emergência e ativou o centro de operações do estado de emergência em de agosto Os distritos escolares, incluindo distritos dos condados de Montgomery, Telfair, Toombs e Wheeler, foram fechados. Alertas de furacão estavam em vigor em sete condados da Geórgia. Atlanta Motor Speedway abriu seus acampamentos gratuitamente para evacuados do furacão. O governador da Carolina do Sul , Henry McMaster, declarou estado de emergência em 30 de agosto. O Parque Nacional Congaree foi fechado antes da aproximação do furacão. Mais de 80 voos foram cancelados no Aeroporto Internacional Charlotte Douglas, na Carolina do Norte, devido à aproximação da tempestade, principalmente voos de e para a Flórida. Charlotte Motor Speedway abriu seus acampamentos gratuitamente para evacuados do furacão.

### Bermudas
Um alerta de tempestade tropical foi emitido para as Bermudas em agosto 30; isso foi posteriormente alterado para um aviso conforme a tempestade se aproximava. Isso ocorreu poucos dias depois que o furacão Franklin produziu ventos com força de tempestade tropical na ilha.

## Impacto

### Caribe
A tempestade trouxe fortes chuvas para a Península de Yucatán. Quando Idalia se tornou uma tempestade tropical, as Ilhas Cayman foram fustigadas por mar agitado e ventos fortes. O Aeroporto Internacional Owen Roberts registrou um pico de rajada de vento de 35 mph (56 km/h). Idália também trouxe fortes chuvas, atingindo até 51 mm (2 in) causando algumas inundações. </link> Inundações ocorreram em Güira de Melena e Guanimar em Cuba, e ventos fortes atingiram a província de Pinar del Río. A precipitação atingiu 100 mm (4 in) em partes do país.

### Estados Unidos

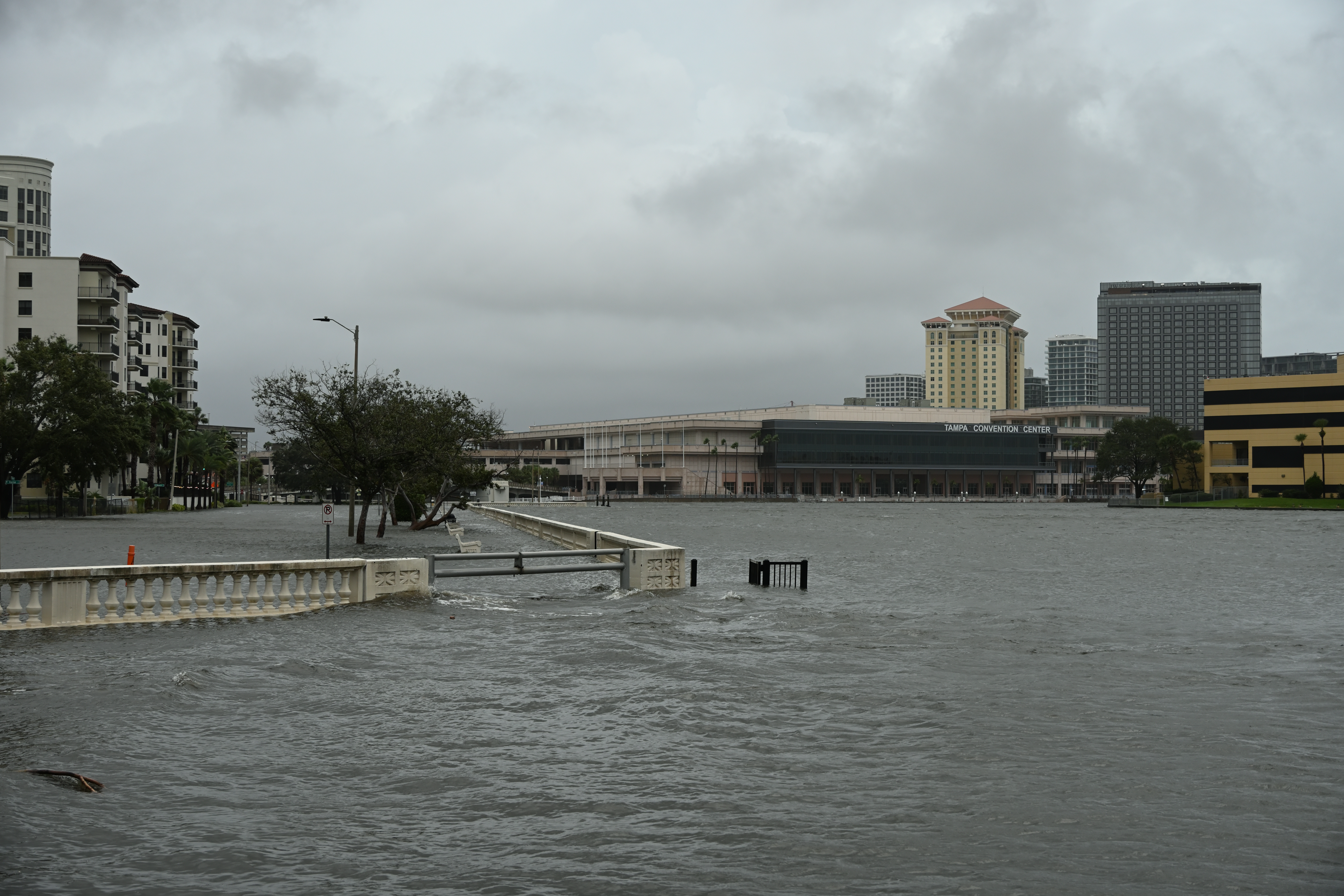
Inundações causadas por tempestade em Tampa

As estimativas de danos no sudeste dos Estados Unidos variam amplamente de acordo com várias companhias de seguros e modeladores de catástrofes. Cálculos iniciais mostraram possibilidades de danos superiores a US$ 9 bilhão e potencialmente atingindo US$ 20 bilhões, embora estes tenham diminuído com o passar do tempo. Em 4 de setembro, a Moody's Analytics relatou perdas seguradas privadas em US$ 3–5 bilhão com uma "melhor estimativa" de US$ 3,5 bilhão. Eles indicaram que as perdas associadas ao Programa Nacional de Seguro contra Inundações chegariam a US$ 500. milhão. A Verisk Analytics classificou a mesma métrica em US$ 2,5–4 bilhão. Karen Clark & Co. estimou perdas em US$ 2,2 bilhão em 1 de setembro. Desse total, US$ 2 bilhão foi proveniente de danos relacionados ao vento e US$ 210 milhões devido à tempestade. A melhoria regular dos códigos de construção em toda a Flórida é atribuída a menos danos, pois as estruturas são mais capazes de resistir aos efeitos dos furacões. As casas construídas sobre palafitas e com telhados devidamente protegidos sofreram danos mínimos, enquanto as estruturas mais antigas foram gravemente afetadas.
Pelo menos dez pessoas morreram em incidentes relacionados ao furacão: quatro na Flórida, três em Nova Jersey e uma em Delaware, Geórgia e Carolina do Norte.

#### Flórida
Enquanto Idalia se aproximava da costa na manhã de agosto No dia 30, um alerta de vento extremo foi emitido para partes da costa do Golfo da Flórida, incluindo Steinhatchee e Perry.
Idalia atingiu a costa em Keaton Beach, com ventos sustentados de 201 km/h (125 mph), causando graves danos na área. Os níveis de água perto de Cedar Key atingiram um recorde de 2.1 m (6.8 ft), e o nível da água da tempestade estava em 2.7 m (8.9 ft). Tampa Bay e Clearwater experimentaram mais de 0.91 m (3 ft) de tempestade. As pontes US 41 em Port Charlotte e Punta Gorda foram fechadas devido a inundações. As ondas atingiram o lado norte da ponte Howard Frankland, inundando parcialmente a ponte. Em todo o condado de Pasco, cerca de 2.000 casas foram danificadas em até 1.5 m (5 ft) de estruturas inundadas de água. Aproximadamente 150 pessoas precisaram de resgate durante a tempestade. Dois homens morreram em acidentes de trânsito enquanto dirigiam em condições perigosas nos condados de Pasco e Alachua, respectivamente. Em Hernando Beach, a tempestade impediu que os bombeiros chegassem a uma casa desocupada que pegou fogo, obrigando os vizinhos a tentar conter o fogo com mangueiras de jardim para evitar que o fogo se espalhasse.
Pelo menos 75 pessoas foram resgatadas de áreas inundadas perto de São Petersburgo. A Mansão do Governador em Tallahassee foi atingida pela queda de um carvalho, mas não houve relatos de feridos ou danos graves. Uma linha de transmissão de gás em Tallahassee quebrou, forçando os residentes a um quarto de milha dela a evacuarem. As ondas destruíram parcialmente os balaústres do Memorial Park em Jacksonville, que havia sido reparado após os danos causados pelo furacão Irma pouco menos de seis anos antes. Perto da Ilha Merritt, um homem desapareceu enquanto praticava windsurf no Rio Banana e seu corpo foi encontrado em 2 de setembro. Como ele se afogou enquanto a área estava sob alerta de tempestade tropical, a morte foi classificada como uma morte relacionada ao furacão.
Pelo menos 278.000 clientes perderam energia e mais de 200 voos foram cancelados em várias companhias aéreas na Flórida.
Em 5 de setembro, um homem no condado de Dixie foi morto enquanto limpava escombros com um trator quando foi atingido por uma árvore que caiu.

#### Geórgia
Uma emergência de enchente repentina foi emitida para a área de Valdosta. Linhas de energia derrubadas fecharam uma parte da I-75 ao sul de Valdosta. Um homem foi morto em Valdosta depois que uma árvore caiu enquanto ajudava dois delegados do xerife a limpar os destroços de uma estrada. A precipitação na área de Valdosta atingiu 140 mm (5.5 in). A American Airlines suspendeu as operações no Aeroporto Internacional de Savannah/Hilton Head, e a Hoboken Elementary School em Hoboken teve partes de seu telhado arrancadas. Um fraco tornado EF0 passou a oeste de Brunswick, danificando um semáforo e derrubando inúmeras árvores. Um tornado EF1 atingiu a cidade minutos depois, jogando um galho de árvore contra o para-brisa de uma caminhonete, explodindo a capota de um galpão de armazenamento, derrubando um pequeno outdoor e quebrando ou arrancando várias árvores. Outro tornado EF1 de curta duração a leste de Brunswick, em St. Simons, também quebrou e arrancou árvores. Um tornado EF0 adicional de curta duração também ocorreu a noroeste de Fleming. Mais de 190.000 clientes na Geórgia perderam energia. No condado de Bulloch, quatro estradas municipais foram severamente danificadas por mais de 200 mm (8 in) de chuva causando inundações em todo o concelho. O Diretor de Obras Públicas e Transportes de Bulloch, Dink Butler, responsável pela supervisão das estradas municipais, estimou o custo dos danos em US$ 360.080.

#### Carolina do Sul
Um breve tornado EF0 em Goose Creek capotou um carro na US 52, ferindo duas pessoas. Quatro outros tornados também atingiram o estado. Um tornado EF1 atingiu uma área arborizada a nordeste de Turbeville, enquanto um tornado EF0 moveu-se para sudeste através de Mount Pleasant, causando pequenos danos e cruzando a Wando High School. A Floresta Nacional Francis Marion foi atingida por um tornado EF1 que deixou árvores arrancadas e quebradas. Em North Myrtle Beach, uma tromba d'água chegou à costa como um tornado EF0 e causou danos a um bairro. A tempestade rompeu The Battery, um histórico paredão defensivo e calçadão em Charleston, causando inundações no centro da cidade. Mais ao sul, ao longo da costa, na Praia de Edisto, uma duna também foi atingida por uma tempestade, causando inundações na cidade.
A partir de 3 de setembro, fortes chuvas de Idalia, em Midlands, começaram a inundar áreas baixas ao longo dos rios Edisto e Combahee nos condados de Colleton e Dorchester, com níveis de água atingindo um pico de 4.4 m (14.5 ft) em uma bitola de rio no Givhans Ferry State Park. A inundação fez com que uma pessoa fosse resgatada de uma casa em Givhans.

#### Carolina do Norte
Três tornados atingiram o estado. Um tornado EF0 danificou um hospital veterinário e dois outros edifícios em St. James. Um tornado EF1 atingiu uma área arborizada em Old Town, enquanto em Myrtle Grove, uma tromba d'água deslocou-se para a costa e tornou-se um tornado EF1, danificando dois edifícios e fazendo com que uma árvore caísse sobre um SUV, ferindo o motorista. Uma pessoa se afogou devido às correntes de retorno ao longo da costa de Avon em 4 de setembro.

#### Em outro lugar
As correntes de retorno produzidas pelos remanescentes de Idalia em todo o leste dos Estados Unidos resultaram em numerosos resgates. As praias ficaram lotadas de gente aproveitando o fim de semana do Dia do Trabalho. Uma pessoa se afogou em Rehoboth Beach, Delaware, em 3 de setembro. Pelo menos uma dúzia de pessoas necessitaram de resgate ao longo da costa de Nova Jersey. Três pessoas morreram no estado em setembro 4: um em Beach Haven, um em Belmar, e o terceiro em Seaside Heights.
Idalia também foi associada a um movimento incomum de flamingos americanos, com um grande número de flamingos vistos na Flórida, e flamingos vistos no extremo norte de Ohio e Pensilvânia.

Em 2 de setembro, o Departamento de Serviços Marítimos e Portuários anunciou que os ferries foram suspensos até que as condições meteorológicas melhorassem, a BELCO anunciou que Idalia tinha causado mais de 6.000 cortes de energia e o Departamento de Transportes Públicos anunciou a suspensão temporária dos serviços de autocarros. Idalia também fez com que todos os voos de e para o Aeroporto Internacional LF Wade e América do Norte fossem cancelados ou atrasados em 2 de setembro, com alguns voos também sendo afetados no dia seguinte.

## Consequências

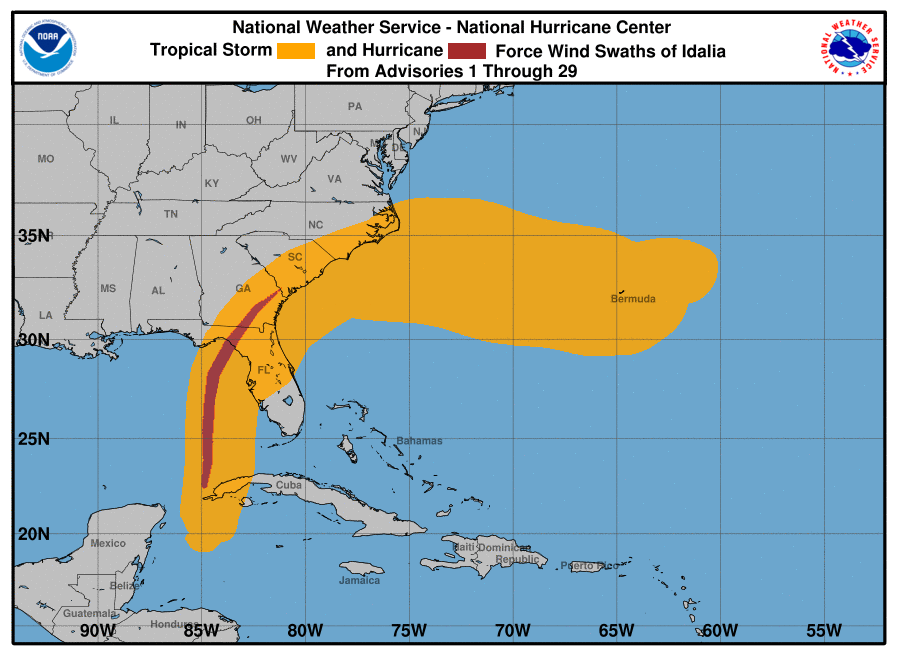
História do vento do furacão Idalia.

### Estados Unidos
Em 31 de agosto de 2023, o presidente Joe Biden disse que havia falado com o governador da Flórida, Ron DeSantis, e outros governadores sobre Idalia e que havia aprovado seus pedidos de declarações de desastre e emergência.

#### Flórida
Em 30 de agosto, o governador Ron DeSantis visitou Perry e deu uma entrevista coletiva atualizada sobre a resposta do estado à tempestade, onde falou ao lado de várias autoridades estaduais e locais. O presidente Biden anunciou que havia instruído a administradora da FEMA, Deanne Criswell, a voar para a Flórida e se encontrar com DeSantis e que até 1.500 funcionários federais, bem como 900 membros da Guarda Costeira, estavam sendo enviados para responder aos impactos do furacão.
Em 2 de setembro, o presidente Biden, a primeira-dama Jill Biden e a administradora da FEMA, Deanne Criswell, pousaram no Aeroporto Regional de Gainesville antes de embarcar em um passeio aéreo pelas áreas afetadas no estado. Biden então visitou a Escola Primária Suwannee Pineview em Live Oak, onde foi informado sobre os danos causados pela tempestade. Biden se reuniu com residentes de Live Oak, bem como com o prefeito de Live Oak, Frank Davis, e o senador Rick Scott, entre outras autoridades.
A FEMA abriu seis Centros temporários de Desastres e Recuperação nos condados de Dixie, Levy, Hamilton, Suwannee, Madison e Lafayette. Quatorze condados; Citrus, Columbia, Dixie, Gilchrist, Hamilton, Hernando, Jefferson, Lafayette, Levy, Madison, Pasco, Pinellas, Suwannee e Taylor, tornaram-se elegíveis para Assistência Individual, Necessidades Críticas, Limpeza e Sanitização e Assistência ao Desemprego em Desastres.
A Small Business Administration disponibilizou empréstimos para desastres físicos empresariais, desastres com lesões econômicas e desastres domésticos para os condados de Citrus, Columbia, Dixie, Gilchrist, Hamilton, Hernando, Jefferson, Lafayette, Levy, Madison, Pasco, Pinellas, Suwannee e Taylor. Enquanto isso, os condados de Alachua, Baker, Hillsborough, Leon, Marion, Polk, Sumter, Union e Wakulla eram elegíveis apenas para empréstimos para desastres por lesões econômicas.

#### Geórgia
Em 1 de setembro, o governador Brian Kemp visitou Valdosta com a primeira-dama da Geórgia, Marty Kemp, e outras autoridades estaduais para avaliar os danos causados por Idalia. Enquanto estava em Valdosta, o Diretor da Agência de Gerenciamento de Emergências e Segurança Interna da Geórgia, Chris Stallings, anunciou que o estado havia solicitado assistência federal da FEMA para os esforços de limpeza dentro do estado.
A SBA declarou os condados de Cook, Glynn e Lowndes elegíveis para empréstimos para desastres físicos e econômicos devido à aprovação de fundos federais de ajuda a desastres da FEMA devido à aprovação do presidente Biden de uma declaração de desastre de grande porte para os condados, o que também tornou esses condados elegíveis para Individuais e Públicos Assistência da FEMA. Enquanto isso, os condados de Berrien, Brooks, Camden, Colquitt, Echols, Lanier, McIntosh, Tift e Wayne tornaram-se elegíveis para solicitar apenas empréstimos para desastres por lesões econômicas. O Departamento de Agricultura dos Estados Unidos também aprovou ajuda financeira aos agricultores do condado de Berrien com danos às colheitas.